# 罗源宋墓葬
罗源宋墓葬，是位于福建省福州市罗源县西兰乡的宋代古墓葬，包括寿桥宋墓和许洋宋墓，两处墓葬分别安葬着一位罗源出身的南宋政治人物。1980年，寿桥、许洋宋墓被共同列入首批罗源县文物保护单位。

## 寿桥宋墓
寿桥宋墓位于寿桥村长潭山，是南宋嘉泰二年（1202年）进士、大学士、惠州府知府黄孟永的墓地，因其规模宏大气派，且墓主姓黄，而被当地百姓讹传为“皇帝墓”。墓地依山而建，共三层，宽100米，深90米，现仅余一个高2.6米的墓碑，墓面和墓道砌石已轶失，另有一面小石碑、石虎、石羊、石人各一对。该墓在文革时期和1985年两次遭到较大损坏。

## 许洋宋墓
许洋宋墓位于许洋村莲花岗，是南宋咸淳年间将作监主簿、黄孟永侄子黄克昌的墓地，坐西向东，以花崗岩铺就，宽65米，深70米，文革时期墓道改建为水田，铺石被撬走挪作他用，墓内虽有一些文物，但因机关重重而鲜遭盗墓。现存墓志铭碑、墓碑、石旗杆、石兽和石像生等。